# Сотоль

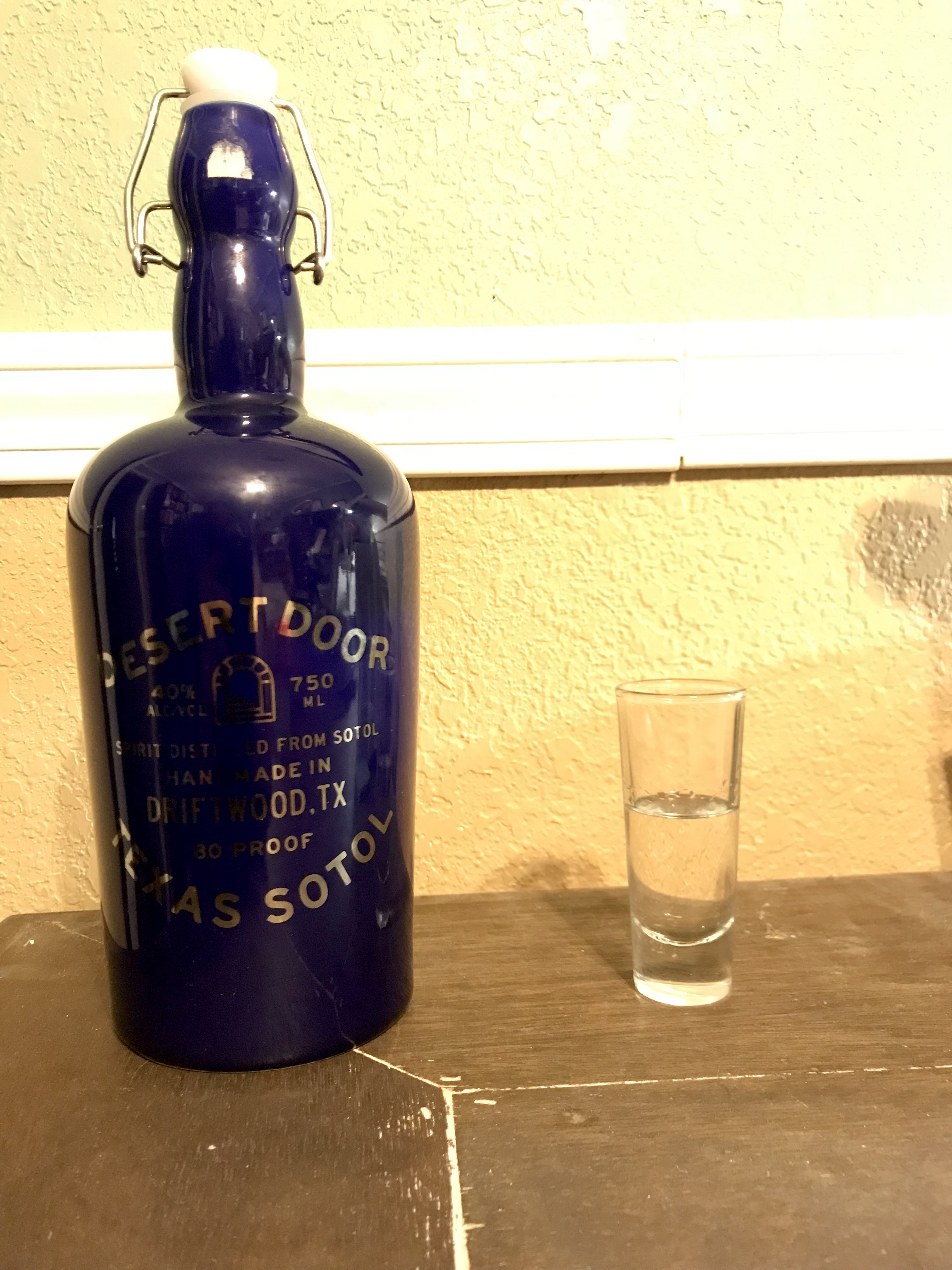
Пляшка та порція Desert Door Texas Sotol, виробленого в Техасі

Сотоль (ісп. sotol) — міцний спиртний напій із пустелі Чіуауа (північна Мексика, західний Техас), який отримують з рослин роду Dasylirion. Сотоль відомий як напій штату Чіуауа; однак його також вживають у штатах Дуранго та Коауїла. Сотоль має власне найменування походження товару з 2002 року і може вироблятися лише в Чіуауа, Коауіла та Дуранго. Доступні десятки комерційних прикладів. Виробництво алкогольних напоїв типу сотоль існує за межами деномінації походження в кількох регіонах, таких як Сонора та Оахака.

Сотоль виробляють подібно до більш поширених кустарних мескалів центральної Мексики.

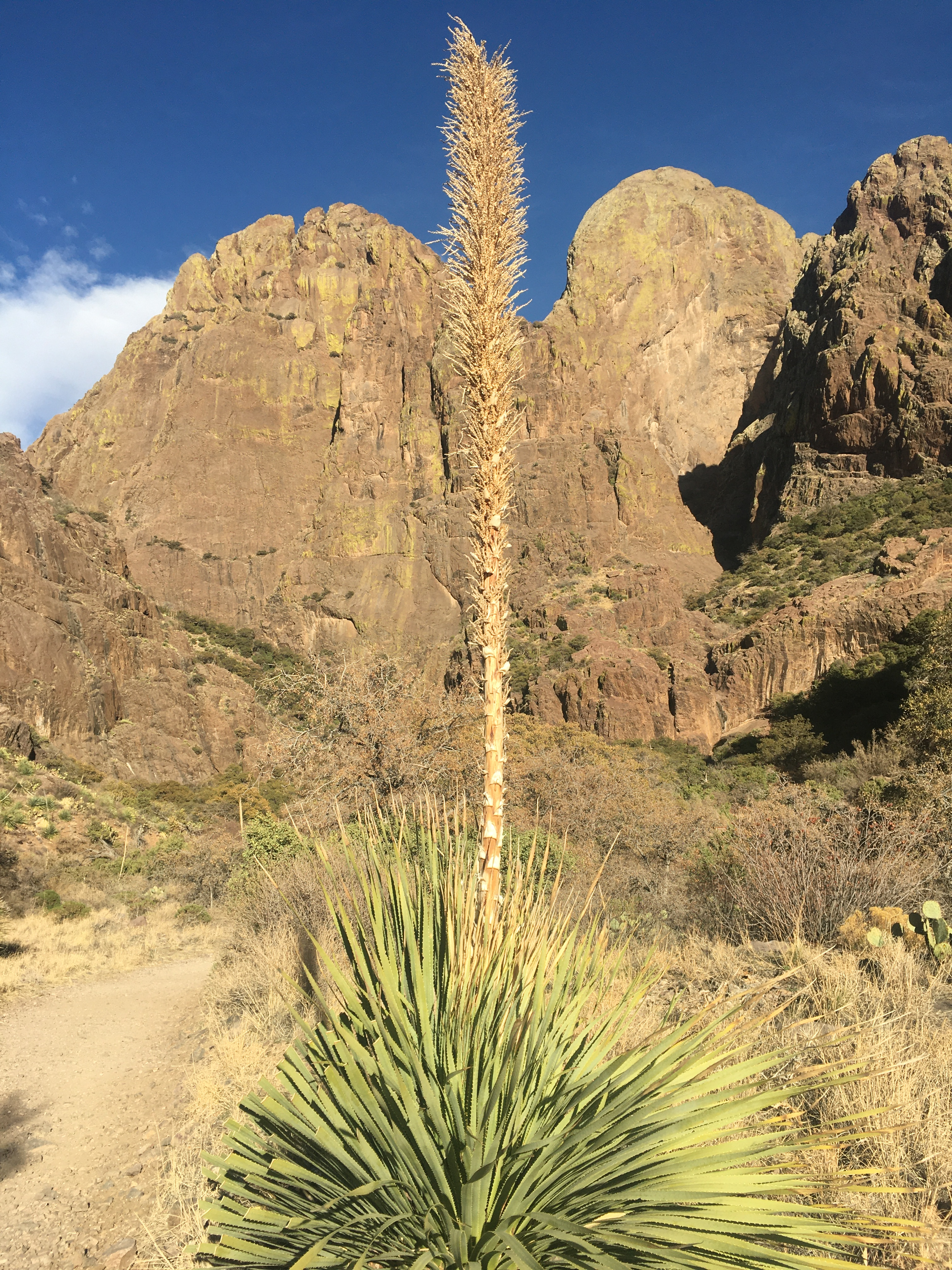
Весняне цвітіння з вертикальним стеблом, Орган-Маунтін, південь Нью-Мексико

## Історія
Корінні жителі пустелі Чіуауа протягом століть виготовляли цей традиційний напій. Інші корінні жителі чіуауа, такі як рарамурі, ще 800 років тому перетворювали сік сотолю в алкогольний напій, схожий на пиво.
Технологія дистиляції була запроваджена в 16 столітті першими філіппінськими іммігрантами, які прибули на манільських галеонах до прибережних регіонів західної Мексики. Філіппінські фермери, які вирощували кокосові горіхи, спочатку використовували унікальні перегінні апарати філіппінського типу для перегонки туби у горілку із кокосового соку. Цю технологію та знання виробництва алкогольних напоїв надбали корінні народи, які працювали на кокосових плантаціях. Потім їх використовували для дистиляції місцевих напоїв, у результаті чого вийшли мескаль і сотоль.

Напій був заборонений у Мексиці до 1994 року, а в 2002 році йому було надано географічне зазначення (DO) Відповідно до DO, затвердженого Мексиканським інститутом промислової власності, сотоль можна виробляти лише в Чіуауа, Коауїла та Дуранго. У 2020 році Сполучені Штати утрималися від визнання DO Мексики під час остаточного складання угоди США-Мексика-Канада. Це редагування було внесено на прохання сенатора від Техасу Джона Корніна, оскільки лікеро-горілчані заводи в Техасі виробляють алкоголь під такою ж назвою, що піддається критиці за неекологічне збирання рослин Dasylirion і культурне привласнення.

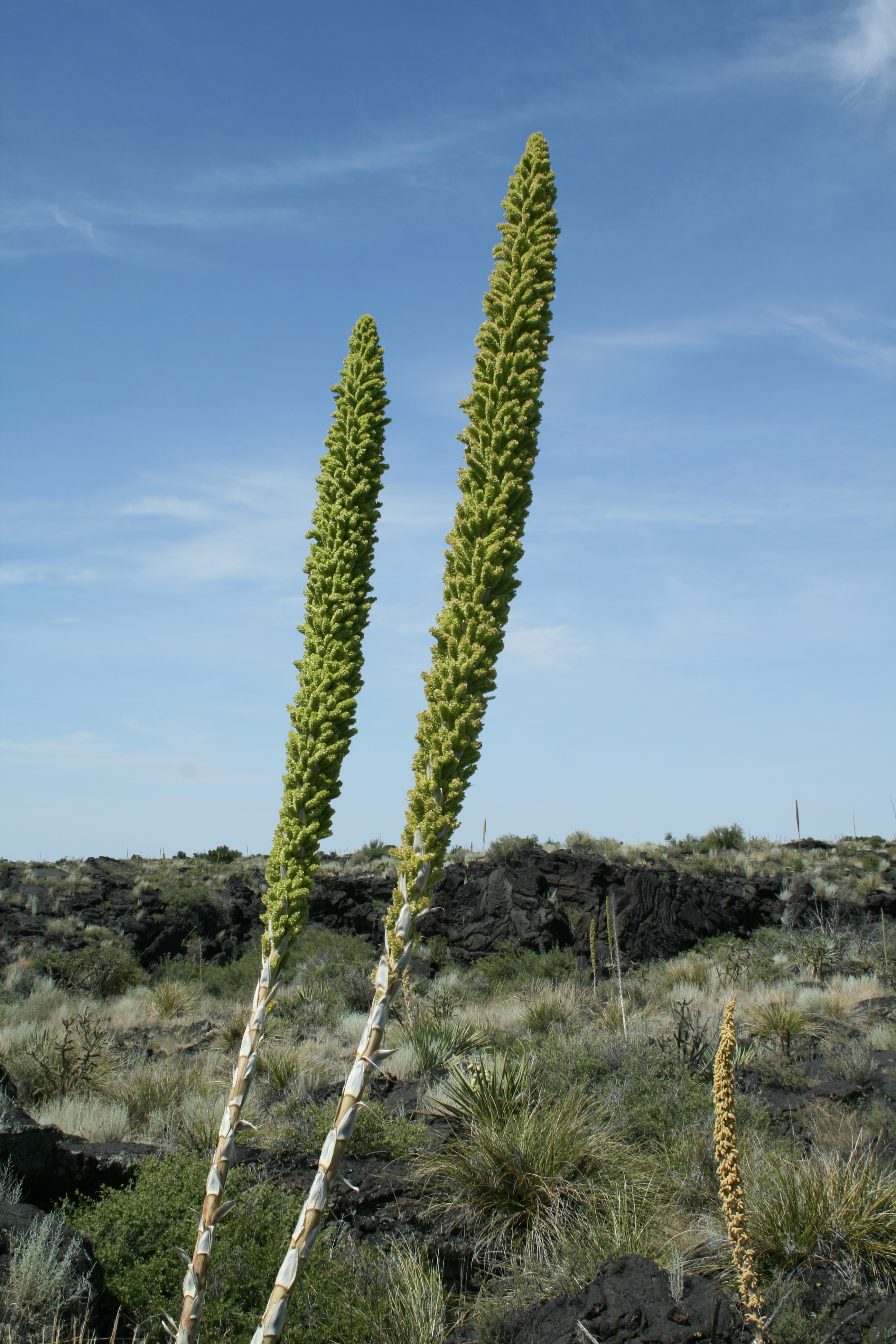
Стебло квітки рослини

## Виробництво
Dasylirion lucidum («ложка пустелі», англ. desert spoon) дозріває приблизно 15-25 років і з неї можна виготовити лише одну пляшку сотолу з рослини. Зазвичай вона росте на скелястих схилах у пустелі Чіуауа на висоті від 1000 до 2100 метрів над рівнем моря. На відміну від агави, яка цвіте лише один раз у житті, сотоль дає квітконоси кожні кілька років. Коли рослина дозріє, її збирають, як рослини і агави, для приготування мескалю або текіли. Зовнішні листи видаляються, щоб відкрити центральне ядро, яке відвозиться на лікеро-горілчаний завод. Потім ядро можна варити та/або готувати на парі, подрібнювати, ферментувати та дистилювати.